# Friedrich Carl Willibald von Groschlag zu Dieburg

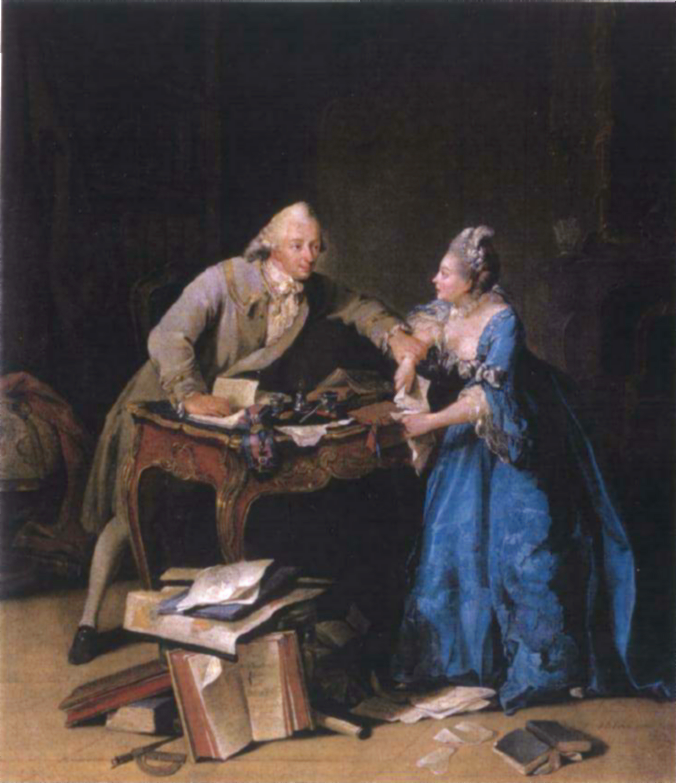
Gemälde von Georg Melchior Kraus mit heutigem Titel: Trigonometrischer Disput, gemalt um 1774. Es zeigt Friedrich Carl Willibald von Groschlag und seine Frau, Sophie Gräfin von Stadion

Verschieden Wappendarstellungen der Groschlags aus Ahnenproben im 18. Jahrhundert. Oben links das von Friedrich Carl

Friedrich Carl Willibald Freiherr von Groschlag zu Dieburg (auch Diepurg) (* 15. oder 18. November 1729 in Mainz; † 25. Mai 1799 in Wien) war Diplomat im Dienste des Kurfürstentums Mainz.

## Familie
Friedrich Carl Willibald entstammte dem Adelsgeschlecht derer von Groschlag. Er war der Sohn von Philipp Carl Anton von Groschlag zu Dieburg (1691–1757) und Maria Franziska Philippine Freiin von Bicken und Herrin zum Hain (1699–1772). Sein Vater Philipp Carl Anton war zu der Zeit seiner Geburt Präsident des Reichskammergerichts in Wetzlar. Neben ihm hatte das Paar noch eine Tochter, Philippine Gabriele Sophie Dorothea Auguste Josepha (* 12. November 1739 in Mainz; † 23. Januar 1824 in Wien). 1774 heiratete Friedrich Carl Willibald Sophie Helena Walpurgis Gräfin von Stadion-Warthausen und Thannhausen (25. Juni 1753–1828). Das Paar hatte zwei Töchter. Während die eine bereits im Kindesalter verstarb, heiratete die zweite Tochter Maria Anna Philippine Walburga am 25. Mai 1789 Maximilian Emanuel von Lerchenfeld, Graf von und zu Lerchenfeld-Köfering und Schönberg (* 17. Januar 1772; † 19. Oktober 1809).
Ein Gemälde des Barockmalers Georg Melchior Kraus (1737–1806), das im Germanischen Nationalmuseum in Nürnberg mit dem Titel Trigonometrischer Disput (Der trigonometrische Streit) verwahrt wird, stellt Friedrich Karl Willibald und seine Gattin Sophie Helena Walpurgis dar und ist wohl um 1774 entstanden.
Mit dem Tod von Friedrich Carl Willibald Freiherr von Groschlag zu Dieburg starb das Geschlecht 1799 im Mannesstamm aus.

## Karriere
Friedrich Carl Willibald von Groschlag studierte Rechtswissenschaft an den Universitäten Marburg und Göttingen. Er begann eine Karriere im Dienste der Mainzer Kurfürsten und Erzbischöfe und diente anschließend unter den Kurfürsten und Erzkanzlern Johann Friedrich Karl von Ostein (1690–1763) und Emmerich Joseph von Breidbach zu Bürresheim (1707–1774).
Zunächst wurde er Amtmann des Amtes Dieburg und von Gernsheim. 1758–63 war er Gesandter in Frankreich. Groschlag galt als einer der talentiertesten Diplomaten seiner Zeit. Er erhielt den Titel Kayserlicher und Churmainzer Geheimer Rath erster Conferenz-Minister, Gros-Hofmeister und Ober-Amtmann und 1765 von Maria Theresia das Kommandeurskreuz des königlich ungarischen St.-Stephans-Ordens verliehen.
Kurfürst-Erzbischof Friedrich Karl Joseph Freiherr von und zu Erthal (1719–1802) entließ unmittelbar nach seinem Amtsantritt 1774 Friedrich Carl Willibald von Groschlag aus politischen Gründen aus allen Ämtern.
Am 23. Juni 1777 ging er in den französischen Diplomatendienst und wurde bevollmächtigter Minister des französischen Königs bei dem Oberrheinischen Kreis. Aus diesem Grund hielt er sich häufig in Paris oder Straßburg, sowie an anderen europäischen Fürstenhöfen auf, an denen er als exzellenter Diplomat und Kenner der Reichs- und europäischen Politik geachtet wurde. 1791 bat Friedrich Karl Willibald von Groschlag um Entlassung aus dem französischen Dienst. Da Dieburg und das umliegende Land als Kriegsschauplatz der Koalitionskriege galt, zog Friedrich Karl Willibald mit seiner Familie nach Wien, wo er am 25. Mai 1799 verstarb.

## Kulturelles Engagement
Friedrich Carl Willibald von Groschlag war den Ideen der Aufklärung verbunden. Er baute den noch heute in Resten vorhandenen Park des Groschlagschen Schlosses aus. Er hatte Umgang mit Johann Wolfgang von Goethe, der ihn auf dem Schloss besuchte, ebenso wie mit Sophie von La Roche und Christoph Martin Wieland, die wiederholt Gäste der Groschlags waren und mit denen Carl Friedrich eine jahrzehntelange Brieffreundschaft verband. Er war Mitglied der 1744 gegründeten Freimaurerloge Zu den drey Löwen in Marburg.